# Лян Кай
Лян Кай (梁楷, дати народження й смерті невідомі  ) — китайський художник часів Південної Сун.

## Життєпис
Народився на території сучасної провінції Шаньдун. Після вторгнення до Китаю чжурчженів у 1125 році разом з родиною переїздить на південь. Незабаром поселяється у столиці Південної Сун Лін'ані (сучасне м. Ханчжоу). Він навчався у художника Цзя Шігу. Незабаром став відомим майстром. Його прийняли до штату Академії живопису. У 1210 році отримав звання «придворного художника» и нагороду «Золотий пояс». Але Лян Кай відмовився від пояса, за що дістав прізвисько «Божевільного Ляна». Незабаром після цього залишив Академію живопису та пішов до буддистського монастиря.

## Творчість
Розквіт творчості Лян Кая припадає на 1140—1210 роки. Манера письма була менш стримана й більш чуттєва, ніж у його сучасників. Він спеціалізувався в написанні фігур людей, його картини відображають інтерес до чань-буддизму. Найвідомішими є картини-сувої: «Лі Бо, що складає вірші», «Безсмертний», «Хуейнен, який очищує бамбук від листя».